# Terre du Nord
Pour les articles homonymes, voir Severnaïa.
La terre du Nord (ou Zemble du Nord), en russe : Северная Земля, Severnaïa Zemlia, est un archipel russe des mers de Kara et des Laptev, situé à environ 55 kilomètres au large de la péninsule sibérienne de Taïmyr. Le cap Arctique, tout au nord de l'île Komsomolets, est le seul point de l'archipel bordant l'océan Arctique. La terre du Nord ne fut répertoriée qu'en 1913 et cartographiée en 1933, étant ainsi le dernier archipel au monde à être découvert. L'archipel, inhabité à l'exception d'une base arctique, est rattaché au kraï de Krasnoïarsk.

## Histoire
Bien que située non loin de la côte nord de la Russie, la terre du Nord ne fut pas formellement répertoriée avant le XXe siècle, même si auparavant des explorateurs indiquèrent qu'une masse terrestre existait dans cette zone, principalement un rapport de Matthias von Hedenström et Iakov Sannikov en 1810 lors de leur exploration au-delà des îles de Nouvelle-Sibérie.
Nichée dans des eaux prises par les glaces de l'océan Arctique, la terre du Nord ne fut pas reconnue avant l'expédition de 1913-1915 des brise-glaces Taïmyr et Vaïgatch lors d'une reconnaissance hydrographique menée par Boris Vilkitski pour explorer la route maritime du Nord. Le 22 août 1913 (3 septembre 1913 dans le calendrier grégorien), l'expédition planta un drapeau russe sur ce qu'elle croyait n'être qu'une simple île et qu'elle nomma « terre Nicolas II » d'après Nicolas II, tsar de Russie de l'époque,. Elle fut renommée « terre du Nord » en 1928.
Le vol polaire de 1931 du Graf Zeppelin découvrit qu'il existait au moins deux îles. D'autres études de l'expédition de Nikolaï Ourvantsev et Gueorgui Ouchakov (1931–1933) montrèrent que la terre du Nord était un archipel composé de plusieurs îles et la première carte détaillée fut dessinée pendant cette expédition. Les îles furent également étudiées par une équipe de géologues du NIIGA (l'Institut de recherche scientifique de géologie arctique) à Saint-Pétersbourg menée par Egiazarov de 1948 à 1954 et qui compilèrent de nombreuses données dans une carte géologique exhaustive de l'archipel.

## Géographie

La terre du Nord et les mers environnantes.

La terre du Nord est un archipel situé entre les mers de Kara (à l'ouest) et des Laptev (à l'est); le détroit de Vilkitski le séparant de la péninsule de Taïmyr. L'archipel comprend quatre îles principales  — les îles de la Révolution-d'Octobre, Komsomolets, Pionnier, séparées l'une de l'autre par un détroit, et l'île Bolchevique, la plus proche du continent, sont toutes comprises dans la mer de Kara, mais ont certaines côtes (est ou nord-est selon le cas) bordant la mer des Laptev, à l'exception toutefois de celles de l'île Pionnier, ouvertes entièrement sur la mer de Kara — et environ 70 plus petites îles, couvrant une superficie totale de 37 000 km2. L'île la plus au nord, l'île Schmidt, est aussi entièrement en mer de Kara. Localisées dans le Sud-Est de l'archipel, les îles Maly Taïmyr et Starokadomski ont la totalité de leurs côtes baignées par la mer des Laptev.

### Île de la Révolution-d'Octobre
L'île de la Révolution-d'Octobre (russe : Остров Октябрьской Революции, ostrov Oktiabrskoï Revolioutsii) est la plus grande des îles de la terre du Nord. Sa superficie a été estimée à 14 170 km2 et sa hauteur maximale est de 965 m sur le Mont Karpinski. La moitié de l'île est couverte de glaciers s'étirant jusqu'à la mer. Dans les zones libres de glace, une végétation désertique ou de toundra existe. L'île fut une première fois explorée et nommée par l'expédition d'Ouchakov et Ourvantsev en 1930–1932.
L'île de la Révolution d'Octobre abrite cinq calottes glaciaires qui sont, du nord et dans le sens horaire, Roussanov, Karpinski, Université, Vavilov et Albanov. La station météorologique Vavilov fonctionna de 1974 à 1988 sur la partie nord de la calotte Vavilov. D'autres calottes glaciaires mineures se trouvent sur l'île dont le glacier Malioutka. Les rivières Podemnaïa et Bolchaïa s'écoulent vers le nord-ouest, entre les glaciers Vavilov et Albanov, et les rivières Bedovaïa et Obryvistaïa vers le nord entre ceux d'Albanov et de Roussanov.

### Île Bolchevique
L'île Bolchevique (russe : остров Большевик) est l'île la plus méridionale et la seconde plus grande île de l'archipel. Elle est séparée de l'île de la Révolution-d'Octobre par le détroit de Chokalski et de la péninsule de Taïmyr par le détroit de Vilkitski. Sa superficie est estimée à 11 312 km2. L'île est montagneuse avec une altitude maximale de 935 m et abrite la base arctique Prima. Environ 30 % de l'île est recouverte par des glaciers, alors que les plaines côtières ont une végétation éparse de mousses et de lichens.
L'île Bolchevique possède au moins 3 systèmes de glaciers : les glaciers Leningrad et Semionov-Tian-Chanski et un plus petit, le glacier Kropotkine.

### Île Komsomolets
L'île Komsomolets (russe : остров Комсомолец) est la plus septentrionale des îles de l'archipel et des îles arctiques russes. C'est la troisième plus grande île du groupe. Son point le plus au nord est appelé le cap Arctique et borde l'océan du même nom. La superficie de l'île est estimée à 9 006 km2 avec une altitude maximale de 780 m. Près de 65 % de l'île est couverte par des glaciers et elle est principalement composée de sols argileux sableux. L'île fut explorée pour la première fois par l'expédition de Gueorgui Ouchakov et Nikolaï Ourvantsev en 1930-1932. Gardant leur schéma de nommer ces îles en fonction des évènements et mouvements de la révolution d'Octobre, l'île est dénommée d'après les adhérents du Komsomol, l'« Union communiste de la jeunesse ».
L'île Komsomolets est largement recouverte par une calotte glaciaire appelée calotte glaciaire de l'Académie des sciences — un dôme de glace de 819 m d'épaisseur, atteignant 749 m d'altitude et couvrant 5 575 km2, soit 60 % de la superficie de l'île.

### Île Pionnier
L'île Pionnier, d'une superficie de 1 527 km2, abrite le glacier Pionnier. Elle se situe entièrement en mer de Kara.

### Île Schmidt
L'île Schmidt, d'une superficie de 467 km2, à l'extrémité nord-ouest de l'archipel, est pratiquement entièrement recouverte par une calotte glaciaire dite calotte glaciaire Schmidt. Toutes  ses côtes sont baignées par la mer de Kara.

### Autres îles
- L'île Maly Taïmyr (232 km2) et l'île Starokadomski, situées à l'extrémité sud-est de l'archipel, dans la mer des Laptev.
- l'archipel Sedov, situé juste à l'ouest de l'île de la Révolution-d'Octobre, en mer de Kara. La station météorologique Golomyanny sur l'île Sredny prend des mesures continues depuis 1954[6]. L'archipel comprend six îles : Sredni, Golomianny, Domachni, Figourny, Vostotchny et Strela.
- l'île Bolchoï, située juste au sud de l'île de la Révolution-d'Octobre.
- l'île Vostotchny, située au sud de l'île Bolchevique.

## Climat
La terre du Nord a un climat uniformément froid et sec, avec une température moyenne annuelle de −16 °C et des précipitations annuelles aux alentours de 420 mm et généralement un ciel couvert. Les moyennes mensuelles des températures vont de −29 °C en février à −0,5 °C en juillet. L'archipel connaît de grandes variations de température pendant les mois d'hiver, les dépressions venant de l'Atlantique Nord et qui continuent leur chemin en Arctique apportant précipitations et températures plus élevées. Ces dépressions sont plus courantes en septembre et octobre, mois qui reçoivent 30 % des précipitations annuelles. Des chutes de neige en été ne sont pas rares, les températures oscillant autour de zéro degré. Ces dernières peuvent remonter aussi lors de mouvements de masses d'air plus chaudes de Sibérie vers l'Arctique .
| Mois                                  | jan.       | fév.       | mars       | avril      | mai        | juin       | jui.      | août      | sep.       | oct.       | nov.       | déc.       | année      |
| ------------------------------------- | ---------- | ---------- | ---------- | ---------- | ---------- | ---------- | --------- | --------- | ---------- | ---------- | ---------- | ---------- | ---------- |
| Température minimale moyenne (°C)     | −29,2      | −29,6      | −28,1      | −21,5      | −11,3      | −2,5       | −0,4      | −0,7      | −3,5       | −11,1      | −19,9      | −26        | −15,3      |
| Température moyenne (°C)              | −25,8      | −26,2      | −24,7      | −18,4      | −9         | −1,3       | 0,7       | 0,3       | −2,2       | −9         | −17        | −22,9      | −13        |
| Température maximale moyenne (°C)     | −22,5      | −22,8      | −21,2      | −15,1      | −6,7       | 0,1        | 2         | 1,5       | −0,9       | −6,9       | −14,2      | −19,7      | −10,5      |
| Record de froid (°C) date du record   | −49,1 1951 | −48,2 1940 | −50,7 1969 | −40,3 1977 | −29,6 1964 | −14,7 1964 | −5 2003   | −12 1976  | −21,1 1981 | −35,7 1982 | −42,8 1989 | −46,4 1968 | −50,7 1969 |
| Record de chaleur (°C) date du record | 0,1 2016   | −1,1 1956  | 0,4 2011   | 1 2011     | 3,2 1993   | 8,8 1943   | 13,3 1965 | 11,5 2020 | 7,2 2020   | 2,9 2018   | 0,8 2001   | 0,2 1993   | 13,3 1965  |
| Précipitations (mm)                   | 10         | 9          | 10         | 9          | 9          | 19         | 27        | 30        | 24         | 14         | 9          | 11         | 181        |
| dont neige (cm)                       | 25         | 27         | 30         | 34         | 39         | 38         | 6         | 0         | 2          | 12         | 16         | 21         | 250        |
| Nombre de jours avec précipitations   | 0          | 0          | 0          | 0          | 0,2        | 4          | 9         | 8         | 5          | 0,4        | 0          | 0          | 27         |
| Humidité relative (%)                 | 82         | 82         | 82         | 84         | 87         | 91         | 94        | 94        | 92         | 86         | 84         | 83         | 87         |
| Nombre de jours avec neige            | 16         | 14         | 13         | 14         | 18         | 14         | 9         | 10        | 19         | 21         | 17         | 15         | 180        |
| Nombre de jours avec brouillard       | 0,2        | 0,3        | 0,2        | 0,3        | 1          | 4          | 10        | 10        | 5          | 0          | 0,1        | 0,1        | 31         |

| Diagramme climatique                                  |             |              |             |            |           |         |           |            |             |             |            |
| J                                                     | F           | M            | A           | M          | J         | J       | A         | S          | O           | N           | D          |
| −22,5−29,210                                          | −22,8−29,69 | −21,2−28,110 | −15,1−21,59 | −6,7−11,39 | 0,1−2,519 | 2−0,427 | 1,5−0,730 | −0,9−3,524 | −6,9−11,114 | −14,2−19,99 | −19,7−2611 |
| Moyennes : • Temp. maxi et mini °C • Précipitation mm |             |              |             |            |           |         |           |            |             |             |            |

## Flore et faune

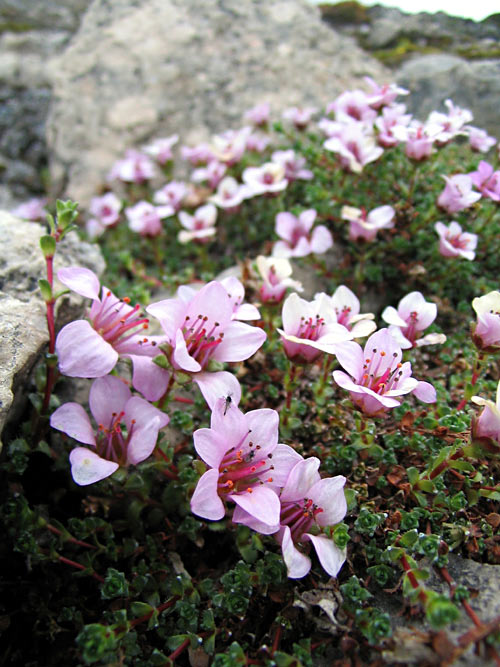
La Saxifrage pourpre (Saxifraga oppositifolia), une plante commune dans le haut Arctique, que l'on trouve aussi dans la Terre du Nord.

La terre du Nord est un désert polaire avec une végétation rare et le pergélisol à moins de 50 cm de profondeur. De rares plantes vasculaires incluant les espèces de Cerastium et Saxifraga. Des plantes non-vasculaires comme les mousses Detrichum, Dicranum, Pogonatum, Sanionia, Bryum, Orthothecium et Tortura, aussi bien que les lichens Cetraria, Thamnolia, Cetraria, Cornicularia, Lecidea, Ochrolechia et Parmelia.

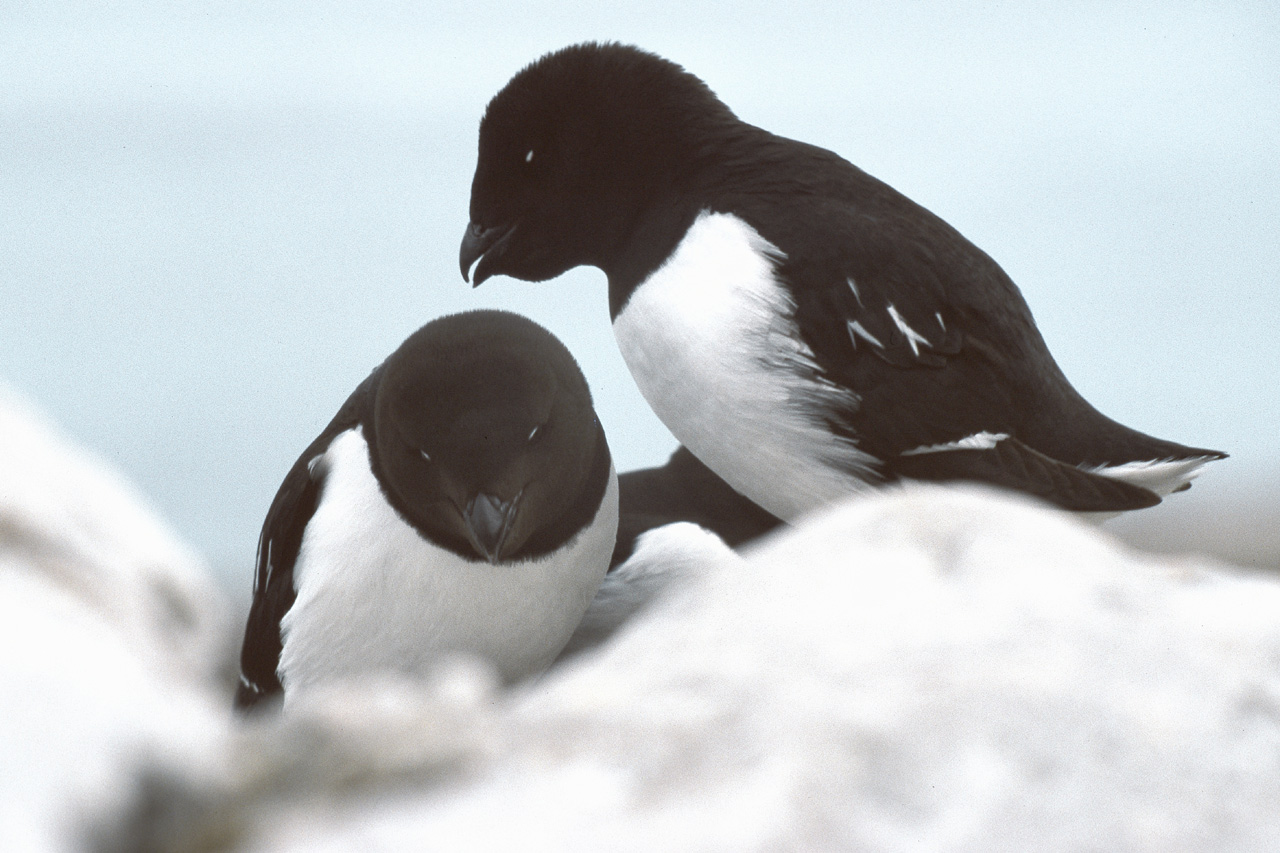
La terre du Nord est le point le plus oriental de reproduction du mergule nain (Alle alle).

Selon des anciennes observations faites par De Korte, Gavrilo et Volkov, 32 espèces d'oiseaux ont été observées dans la terre du Nord dont 17 sont connues pour nicher sur les îles. Huit espèces sont présentes sur l'ensemble de l'archipel : cinq espèces d'oiseaux marins vivant en colonie, le mergule nain (Alle alle), la mouette tridactyle (Rissa tridactyla), le guillemot à miroir (Cepphus grylle), la mouette blanche (Pagophila eburnea) et le goéland bourgmestre (Larus hyperboreus) et trois espèces d'oiseaux de la toundra, le bruant des neiges (Plectrophenax nivalis), le bécasseau violet (Calidris maritima) et la bernache cravant (Branta bernicla) .
Le mammifère le plus commun dans la terre du Nord est le lemming à collier (Dicrostonyx torquatus), présent sur toutes les grandes îles. À certains endroits, on a enregistré une densité de 500 individus par km². Le renard arctique (Alopex lagopus) est également connu pour fréquenter les îles, plusieurs centaines d'individus ayant été observés dans les années 1980. D'autres mammifères sont occasionnellement observés dont le loup (Canis lupus), l'hermine (Mustela erminea), le lièvre arctique (Lepus timidus) et le renne (Rangifer tarandus) .

## Dans la fiction
- La découverte de la terre du Nord est le sujet du roman de Véniamine Kaverine : Les Deux Capitaines.
- Dans le film GoldenEye de la saga James Bond, une station de contrôle d'arme spatiale est située dans l'archipel. Cependant dans ce film et dans le jeu homonyme, la région est dépeinte comme une zone boisée de la Russie centrale, située à 62.08 N, 108.59 E, à près de 2 300 km de la position réelle de la Terre du Nord. En dehors du nom, le lieu n'a rien à voir avec la Terre du Nord.
- Dans le film Pacific Rim Uprising, l'archipel abrite une usine désaffectée de fabrication de noyaux d'énergie pour Jaegers et est la planque du Jaeger illégal Obsidian Fury.
- Dans le fim The Tomorrow War, les protagonistes découvrent et éliminent la future menace extra-terrestre qui allait exterminer l'humanité dans le glacier de l'Académie des sciences sur l'île Komsomolets dans l'Archipel.

## Changement de nom
En 1988, lors de la perestroïka, la fondation « Mémorial » créée par le dissident Andreï Sakharov avait (vainement) proposé de rebaptiser l'archipel « des Victimes » (Жертвам), tandis qu'en décembre 2006, la Douma de Taïmyrie a proposé le retour aux noms donnés initialement lors de la découverte de l'archipel. Ci-dessous, les noms actuels donnés en 1930-32, les noms proposés par « Mémorial » et ceux de la découverte : 
- Terre du Nord : Îles des Victimes (Острова Жертвам) - Archipel du Tzar Nicolas II ;
  - Maly Taïmyr : île des Victimes des purges (Жертвам Ежовчина) - île du tsarévitch Alexis ;
  - île de la Révolution-d'Octobre : île des Victimes de la terreur (Жертвам Террора) - île Sainte-Alexandra ;
  - île Bolchevique : île des Victimes du Goulag (Жертвам ГуЛага) - île Sainte-Olga ;
  - île Komsomolets : île des Victimes de la guerre (Жертвам Война) - île Sainte-Marie ;
  - île Pionnier : île des Victimes de la famine (Жертвам Голода) - île Sainte-Tatiana ;
  - île Domachny : île des Internés psychiatriques (Остров психиатрическам арестантам) - île Sainte-Anastasie.

Le nom d'« îles des Victimes » a également été proposé pour les îles Solovki, autre lieu de déportation: selon l'agence Interfax ces propositions de renommage ne sont approuvées ni par l'administration russe de géodésie et de cartographie, ni par la Société russe de géographie dont le président est Sergueï Choïgou, ni par le gouvernement qui ne souhaite pas la commémoration des victimes de la répression politique en Union soviétique et fait tout pour éviter l'émergence d'un devoir de mémoire qui risquerait de déboucher sur des demandes de réparations,